# Joanna (chanteuse française)
Pour les articles homonymes, voir Joanna.
Joanna Fouquet, dite Joanna, née près de Rennes,, est une autrice-compositrice-interprète française.
Chantant en anglais et en français, elle développe un style de musique mélangeant la pop, le rap, l'électro, le rock ou la Trap. Elle traite dans ses textes de thèmes variés (féminisme, sensualité, sexualité...). Elle dénonce les violences sexuelles et sexistes faites aux femmeset l’homophobie,.
Elle se fait connaître en 2018, grâce à Séduction. Elle côtoie, au Lycée Bréquigny le collectif de rappeurs Columbine, et notamment le producteur-beatmaker Saavane qui lui fournit le son pour Séduction.
En 2021 elle fait appel au couple d'acteurs pornographique LéoLulu pour tourner le clip de Sur ton corps. L'idée était de donner à voir autre chose que les clichés de la pornographie. Le tournage s'est fait avec le soutien du Syndicat du travail sexuel (STRASS).
En 2022 elle participe à la sélection française pour le Concours Eurovision de la chanson avec le titre Navigateure.
Son premier album Sérotonine est sorti en mai 2021. Where's the light, son deuxième album est sorti en novembre 2023.
Ses inspirations sont diverses, FKA Twigs, Sevdaliza, Kanye West ou encore Mylène Farmer.

## Discographie

### Principaux singles
- 2018 : Séduction
- 2019 : Solitude
- 2019 : Oasis
- 2019 : Vénus
- 2019 : Pétasse
- 2020 : Maladie d'amour (La peur)
- 2020 : Stand de tir
- 2020 : Viseur (La séduction)
- 2020 : Démons (La frustration) (feat. Laylow)
- 2021 : Sur ton corps (Le sexe)
- 2021 : Do It
- 2021 : Touche-moi
- 2022 : SHOOT LE COEUR (feat. Joanna)
- 2022 : Navigateure
- 2023 : Torrents de Larmes
- 2023 :  WHERE'S THE LIGHT
- 2023 : Torrents de Larmes (Gatspar Remix)
- 2023 : MÉTA DEUIL